# Кристиян Дяков
Кристиян Ивайло Дяков е български футболист, вратар. Роден е на 31 януари 1993 година в София. През сезон 2016/17 играе за ЦСКА 1948 (София).

## Кариера
Кристиян е юноша на Славия, като от 2007 до 2011 е част от школата и на ЦСКА София. През 2010 година получава уникалния шанс да отиде на проби в Атлетико (Мадрид), а поканата идва специално от треньора на втория отбор на „дюшекчиите“ – Рафаел Гайего. В Мадрид провежда няколко тренировки с треньора на вратарите в Атлетико по това време – Емилио Алварес, който бе част от щаба на Манчестър Юнайтед. След като оставя много добро впечатление в Испания, Дяков получава предложение за проби в Сан Себастиан де лос Рейес (UD San Sebastián de los Reyes), където записва един сезон за втория отбор и се прибира обратно в България. В родината си носи екипите на Струмска слава (Радомир) през 2012/2013, Спортист (Своге) – 2013/2014, Чепинец (Велинград) – 2013/2014 и Септември (София) – 2014/2015. През януари 2016 преминава в гръцкия Кастория, където изиграва един много успешен полусезон – 10 „сухи“ мрежи в 13 мача, което е рекорд за лигата, в която се подвизава тимът. През август същата година се присъединява към новоучредения ЦСКА 1948, където остава един сезон, помагайки на „червените“ да извоюват промоция за Трета лига. След това носи последователно екипите на Ботев (Ихтиман), Велбъжд (Кюстендил) и Локомотив (Мездра). В момента е част от отбора на Арес (София).

## Отличия
- Най-добър вратар при юношите през 2003 година
- Златен медал и статуетка „Олимпийски надежди“ през 2009 година
- Шампион при юношите със Славия през сезон 2002/2003
- Шампион с ЦСКА София на турнира „Олимпийски надежди“ през 2009 година
- Финалист с ЦСКА 1948 за Купата на аматьорската футболна лига за сезон 2016/17
- Шампион с ЦСКА 1948 в ОФГ София (столица) - юг за сезон 2016/17